# Смрт војводе Пријезде
Смрт војводе Пријезде је српска народна епска песма покосовског циклуса. Први пут ју је записао Вук Стефановић Караџић у делу Пјесме јуначке најстарије, књига друга 1845.

## Карактеристике песме
Књижевни род: епика

Књижевна врста: народна песма

Циклус: покосовски

Стих: десетерац

Тема: одбрана Сталаћа пред турском војском, смрт војводе Пријезде, самопожртвованост Пријезде и Јелице

Главни ликови: војвода Пријезда, војводина супруга Јелица

## Историјска подлога
Историјски оквир покосовских песама представља период после косовске битке до 1459. године, када је Смедерево пало под турску власт. То је доба постепеног освајања српских градова од стране турског царства. Када је султан Муса стигао до Сталаћа, наишао је на жестоку и пожртвовану одбрану. Командант је изгорео у пламену који је захватио кулу. Константин Филозоф, животописац кнеза и касније деспота Стевана Лазаревића, описује освајање Мусе, али није забележио име јунака. Песник је команданту дао име Пријезда и унео романтику у песму; јунак је са женом скочио у реку.
Песме покосовског циклуса су углавном песимистичне, изражавају више безнађе него наду, у њима је више умирања него живота, нема ни смеха ни весеља.
За ову песму се може рећи да описује време између 1451. и 1481. године, у време владавине турског султана Мехмеда Другог освајача, пошто песма почиње његовим писмом војводи Пријезди.. У другим изворима наводи се март 1413. године као време напада на Сталаћ.
Поред Сталаћа постоје остаци средњевековног утврђења под називом Тодорова кула или Кула Тодора од Сталаћа, за кога се сматра да је војвода Пријезда из песме.   